# Журавець кривавий
{{#ifeq:0|0|{{#if:|{{#if:Geraniumsanguineum|[[]}}|}}}}
Журавець кривавий, герань криваво-червона (Geranium sanguineum) — рослина родини геранієві — Geraniaceae. Лікарська рослина.

## Будова
Багаторічна трав'яниста рослина заввишки 20 -50 см із вузлуватим кореневищем і вилчасто розгалуженими стеблами, покритими довгими
відхиленими волосками. Свою назву цей вид дістав через те, що основа стебел і нижні листки на осінь червоніють. Листки розташовуються на черешках, листкова пластинка за обрисами брунькоподібна або округла, глибокопальчасто-роздільна, з 5-7 частками, розділеними у свою чергу на дрібніші, лінійні часточки.
Квітки розташовуються на довгих квітконосах, звичайно по одній. Пелюстки малиново-червоні, виїмчасті, завдовжки
15-20 мм, удвічі довші за чашолистки. Цвіте влітку.

## Поширення та середовище існування
Росте на узліссях, у чагарниках, на сухих схилах.